# 断卡行动
断卡行动是中国为了打击治理电信网络违法犯罪，清理整治涉诈银行卡、电话卡、物联网卡以及关联互联网账号的行动，2020年10月10日，中国国务院召开会议，决定在全国范围内开展该行动。

## 目标
- 手机卡：既包括平时所用的三大运营商的手机卡，也包括虚拟运营商的电话卡，同时还包括物联网卡。
- 银行卡：既包括个人银行卡，也包括对公账户及结算卡，同时还包括非银行支付机构账户，即微信、支付宝等第三方支付。

## 惩戒
对公安机关认定的出租、出售、出借、购买银行账户或者支付账户的单位和个人及相关组织者，假冒他人身份或者虚构代理关系开立银行账户或者支付账户的单位和个人，实施5年内暂停其银行账户非柜面业务、支付账户所有业务，并不得为其新开立账户的惩戒措施。
《电信网络诈骗及其关联违法犯罪联合惩戒办法》于2024年12月1日起施行。因实施电诈及关联犯罪被追究刑责的人，适用金融惩戒、电信网络惩戒、信用惩戒措施，惩戒期限为3年；经设区的市级以上公安机关认定具有非法买卖、出租、出借电话卡、物联网卡、固定电话、电信线路、短信端口、银行账号、支付账户、数字人民币钱包、互联网账号等行为的单位、个人或相关组织者，适用金融惩戒、电信网络惩戒以及纳入金融信用信息基础数据库，惩戒期限为2年。

## 时间轴
2020年10月10日，中国国务院召开打击治理电信网络新型违法犯罪工作部际联席会，决定自10月10日起，在全国范围内开展“断卡”行动。 
2021年6月，中国工信部、中国公安部发布通告，部署依法清理整治涉诈电话卡、物联网卡以及关联互联网账号工作，明确凡是实施非法办理、出租、出售、购买和囤积电话卡、物联网卡以及关联互联网账号的相关人员，自通告发布之日起，应停止相关行为，并于2021年6月底前主动注销相关电话卡、物联网卡以及关联互联网账号。

## 争议
根据行动要求，长期不用和有异常行为的的个人银行账户和手机卡将被锁定或清理，客户在新办银行账户和手机号码时会被要求出示工作或居住证明等材料。受断卡行动影響，不少人反映自己的银行卡或手机卡虽无异常行为，但也被冻结，无法使用。